# Неджиб Ліман
Неджиб Ліман (араб. نجيب الإمام, фр. Néjib Liman, нар. 12 червня 1953) — туніський футболіст, що грав на позиції нападника.
Виступав, зокрема, за клуб «Аль-Гіляль», а також національну збірну Тунісу.

## Клубна кар'єра
У дорослому футболі дебютував 1992 року виступами за команду «Стад Тунізьєн», в якій провів 6 сезонів.
1978 року перейшов до саудівського клубу «Аль-Гіляль», за який відіграв 3 сезони, вигравши чемпіонат і кубок країни. Завершив професійну кар'єру футболіста виступами за команду «Аль-Гіляль» (Ер-Ріяд) у 1981 році.

## Виступи за збірну
У складі національної збірної Тунісу був учасником Середземноморських ігор 1975 року в Алжирі, здобувши бронзові нагороди, Кубка африканських націй 1978 року в Гані та чемпіонату світу 1978 року в Аргентині.

## Титули і досягнення
- Чемпіон Саудівської Аравії (1):

«Аль-Гіляль»: 1978/79
- Володар Кубка Саудівської Аравії (1):

«Аль-Гіляль»: 1979/80

## Особисте життя
Його молодший брат, Жамеледдін, також став футболістом і виступав за збірну Тунісу, з якою був учасником Олімпійських ігор 1988 року та Кубків африканських націй 1994 та 1996 років.